# 헬리오폴리스 백반
헬리오폴리스 백반(Heliopolis Facula)은 목성의 위성인 가니메데에 존재하는 흰 반점 모양의 지형이다. 길이는 50km이다.